# Kameran Hosni
Kameran Hosni (arabe : كاميران حسني), né le 1er juillet 1927 en Irak et mort le 6 septembre 2004 à Los Angeles (États-Unis), est un réalisateur, scénariste et producteur de cinéma irakien.
Son film Monsieur Saïd, réalisé en 1957, est le premier film irakien à être projeté au Festival de Cannes, à l'édition 2025 dans la section Cannes Classics.

## Filmographie

### Réalisateur et producteur
- 1957 : Monsieur Saïd (Said efendi)
- 1962 : Projet de mariage (Mashrou zawaj)
- 1966 : Chambre no 7 (Al ghorfa rakim sa'ba)

### Scénariste
- 1966 : Chambre no 7 (Al ghorfa rakim sa'ba)